# LG 옵티머스 G
LG 옵티머스 G(LG Optimus G)는 LG전자에서 제조/판매하는 안드로이드 스마트폰으로, 옵티머스 LTE2, 옵티머스 4X HD의 후속 제품이다.
2012년 9월 28일에 대한민국에서 출시했으며, 표준 모델은 2013년 2월 22일에 출시하였다.

## 연혁
- 2012년 8월 28일 : 제품 공개
- 2012년 9월 28일 : 제품 출시
- 2012년 12월 : 판매량 100만대 돌파[2]
- 2013년 2월 22일 : 스웨덴에서 글로벌 모델 출시

## 화면
ITO 터치필름 대신 커버 유리 위에 ITO를 코팅한 G2 TSP 터치패널을 적용하여 공기층을 없애고 두께 및 무게를 줄였다. 그로 인해 터치감이 좋아지고 무엇보다 그림이 화면에 붙어 있다고 할 만큼 좋은 점은 많다.단, 화면이 깨지면 터치가 불가능하다는 단점이 있다. 심지어 상단 1-2cm만 깨져도 터치가 안 되는 경우가 발생한다. 그러나 액정 값도 비싸기 때문에 당시 비난을 받기도 하였다.

## 외형
유니바디 형태이며, 뒷면은 크리스탈 리플렉션(Crystal Reflection) 공법으로 가공하여 빛이 들어오는 각도에 따라 뒷면의 문양이 다르게 보인다.

## 색상
- 오닉스 블랙
- 플래티넘 화이트
- 코도반 레드

## 운영 체제 / 소프트웨어

### 안드로이드 4.0 아이스크림 샌드위치
대한민국, 일본, 캐나다, 미국 변종은 4.0.4 아이스크림 샌드위치를 탑재하여 출시했다.

### 안드로이드 4.1.2 젤리빈
표준 모델은 4.1.2 젤리빈을 탑재하여 출시했다.
대한민국 모델은 2013년 1월 10일에 젤리빈 업그레이드를 하였다.

### 안드로이드 4.4.2 킷캣
5월 11일 SK텔레콤용 모델에서 랜덤으로 배포하기 시작하였다. 2014년 5월 20일 SK텔레콤·KT용 모델에서 정식으로 4.4.2 킷캣 업데이트를 완료하였다.LG U+용 모델은 5월 24일에 킷캣 테스트 버전 F180L30b 펌웨어가 유출되었고, 2014년 6월 2일 정식으로 킷캣 업그레이드를 완료하였다.

## 특수 기능

### 동영상 기능

#### 라이브 줌
동영상을 보다가 더 자세히 보고싶은 장면이 나오면 라이브 줌으로 원하는 부분을 최대 5배까지 확대하여 감상할 수 있다.

#### 와이즈 스크린
화면을 바라보는 동안에는 얼굴을 감지하여 화면이 꺼지지 않는다.

### 카메라 기능

#### Q 트랜스레이터
43개의 언어를 카메라 스캔으로 인식해 최대 64개의 언어로 빠르게 번역해주는 기능이다. 단어 번역, 문장 번역, 문단 번역으로 선택할 수 있다.

### 기타 기능

#### Q 슬라이드
기존의 화면에 최대 2개의 다른 작업창을 열어 최대 3개의 작업을 동시에 처리할 수 있게 하는 기능이며, 작업창의 투명도 조절, 위치 이동, 사이드 조절을 이용하여 원하는대로 배치하여 볼 수 있다. 비디오, 인터넷, 메모 등이 있다.
3개의 작업을 동시에 처리하는 기능은 2013년 2월 22일에 출시된 글로벌 모델에서 업그레이드 되어 적용되었으며, 한국 모델(LG-F180S,LG-F180L,LG-F180K)은 펌웨어 업그레이드로 3개의 작업을 동시에 처리하는 기능(Q슬라이드 2.0)이 탑재되었다. 이전에 출시된 모델은 서로 다른 두개의 화면을 겹치듯 동시에 실행하는 것만 가능하다.

#### Q 보이스
LG전자의 독자기술인 베르니케기술을 이용한 음성시스템으로, 말을 해서 각종 기능을 실행하거나 원하는 것을 찾을 수 있다. 애플의 시리, 팬택의 스마트 보이스, 삼성전자의 S 보이스와 유사하다. 그러나 스마트 보이스나 S보이스보다 인식률이 좋고 다양한 대화 DB가 있다.또 성우 목소리와 대화가 더 자연스럽고,대화 인식 속도도 빠르다.
킷캣 업그레이드 이후에는 키보드로 대화 기능이 추가되었음에 따라 성우가 바뀌고,대화가 더 자연스러워졌으며 DB도 늘어나고 인식 속도가 더 빨라졌다.
또한, 끝말잇기 등의 여러 재미적인 요소가 추가되었다.

#### Q 메모
Q 메모를 어느화면에서나 보며 이중플레이 할 수 있는 겹쳐사용하기 모드를 사용하면 Q 메모를 보면서 다른 애플리케이션을 동시에 사용할 수 있다. 단 겹쳐쓰기 모드에서는 메모를 작성할 수 없다.

#### 구글 나우
4.1.2 젤리빈 업그레이드로 추가된 기능이다.

## 출시 국가
- 대한민국 : 2012년 9월 28일
- 일본 : 2012년 10월
- 미국 : 2012년 11월
- 캐나다 : 2012년 11월
- 스웨덴 : 2013년 2월 22일
- 인도 : 2013년 2월
- 프랑스
- 독일
- 이탈리아
- 덴마크
- 오스트레일리아
- 중국

## 변종

### 미국

#### LS970
1300만 화소의 후면 카메라가 장착되었다.

#### LG-E970
마이크로SD/SDHC/SDXC 외장메모리를 지원하며, 800만 화소의 후면 카메라가 장착되었다.

### 캐나다

#### LG-E971
1300만 화소의 후면 카메라가 장착되었다.

#### LG-E973
1300만 화소의 후면 카메라가 장착되었다.

### 일본(L-01E)
NTT도코모(NTT docomo),AU로 출시되었으며 배터리가 내장형 2100mAh가아닌 착탈식 2210mAh를 장착했고 방수기능이추가,내장메모리가 16GB로 줄어든 대신 외장메모리를 추가로 지원한다. 기타 성능은 대한민국 등 다른 국가 옵티머스G와 동일하다.

## 문제,불편점
(본 부분에선 주석을 따로 표기하지 않습니다.)
옵티머스 G는 (국내)2100mAh의 일체형 배터리가 장착되었는데,이 배터리가 갤럭시 S3보다도 효율이 좋지 못하다는 실험 결과로 인해 비난을 받기도 하였다.다만 개인이 정밀히 테스트한 결과 비슷하다고 한다.이는 당시 실험이 옵티머스 G 400nit/갤럭시 S3 240nit로 100%로(밝기) 했으니 옵티머스 G가 질 수 밖에 없는 것이다.옵티머스 G의 60%는 갤럭시 S3에서 70%가량 되므로 이렇게 공정히 실험한결과 효율은 비슷하다는 결론이 나왔기에 사실상 옵티머스 G의 배터리가 안 좋다고만 말할 수는 없으나 일단 일체형 자체가 한국에서 부정적으로 인식하기 때문에 항상 단점이다.
일체형이라 발열이 심해 밝기제한이 걸리고(스로틀링)심지어 열때문에 뒷면 유리가 깨지는 현상도 있다. 그러나 통화에서 3845#*180#을 눌러 히든메뉴에서 스로틀링 제한을 해제할 수는 있다.
ICS와 JB 일부펌웨어에서는 파란색 등의 색이 제대로 표현되지 않는 색맹(색약)현상이 있기도 하였다.현재는 펌웨어업데이트로 해결되었다. 그러나 색맹현상 해결 이후 물 빠진 색감이라는 비평도 있다.
위에도 서술했듯이 터치패널이 일체형이라 액정이 깨지면 다른 핸드폰과 달리 터치가 되지 않으며 간혹 뒷면 유리가 깨져도 터치가 안되는 경우가 있다. 그리고 액정 값도 비싸기 때문에 이 부분이 배터리 문제와 같이 옵티머스 G의 최대 단점으로 꼽힌다.

## 같이 보기
- 구글 넥서스 4
- LG 옵티머스 G 프로
- LG 옵티머스 뷰2